# Coesula flavorbitalis
Coesula flavorbitalis är en stekelart som beskrevs av Gupta och Jonathan 1969. Coesula flavorbitalis ingår i släktet Coesula och familjen brokparasitsteklar. Utöver nominatformen finns också underarten C. f. victoriae.